# Maqārin
Maqārin (arabiska: سد الوحدة) är en dammbyggnad i Jordanien. Den ligger i den norra delen av landet, 90 km norr om huvudstaden Amman. Maqārin ligger 38 meter över havet.
Terrängen runt Maqārin är huvudsakligen lite kuperad. Maqārin ligger nere i en dal. Runt Maqārin är det tätbefolkat, med 819 invånare per kvadratkilometer. Närmaste större samhälle är Irbid, 19,9 km söder om Maqārin. Trakten runt Maqārin består till största delen av jordbruksmark.